# Mujer sentada tocando la espineta
Mujer sentada tocando la espineta (en neerlandés, Zittende Virginaalspeelster) es una famosa obra del pintor holandés Johannes Vermeer. Está realizada al óleo sobre lienzo. Se calcula que fue pintada hacia 1675. Mide 51,5 cm de alto y 45,5 cm de ancho. Se conserva en la National Gallery de Londres, Reino Unido.
La obra está firmada IVMeer. Se trata de una de sus obras finales.
La protagonista del cuadro es una joven mujer deliciosamente vestida, que toca una espineta decorada (a veces se habla de un clavicordio o de un virginal), sentada en el interior de una estancia: en línea con la elegancia de los vestidos de la joven, también lo que la rodea es ornamentado y rico, aunque la vista se limita a una sola esquina de la estancia.
En primer plano se ha puesto una viola da gamba; sobre la pared del fondo, un cuadro, La alcahueta de Dirck van Baburen, que pertenecía a la suegra de Vermeer y aparece en otras obras del pintor.
El tema es parecido al de Dama parada cerca del clavicordio o espineta (1670-1673), con la mujer que se vuelve sonriendo al espectador, y manteniendo las manos posadas sobre el teclado del instrumento musical.
Como en otras obras tardías de Vermeer, se ha perdido la frescura, convirtiendo el sistema de distribución de los objetos en el espacio en un estereotipo. Aparece, además, un fondo con sombras de negro profundo. En este cuadro ya no es la luz la protagonista, cuando en sus obras anteriores el argumento del cuadro era, en realidad, «la penetración de la superficie de los objetos por la luz».